# Wólka-Konstancja
Wólka-Konstancja (prononciation : [ˈvulka kɔnsˈtant͡sja]) est un village polonais de la gmina de Stanisławów dans le powiat de Mińsk de la voïvodie de Mazovie dans le centre-est de la Pologne.

## Histoire
De 1975 à 1998, le village appartenait administrativement à la voïvodie de Siedlce.